# Air Zimbabwe
Air Zimbabwe — национальная авиакомпания Зимбабве. Хабом для авиакомпании является аэропорт в Хараре.

## Флот
| Самолёт          | Количество единиц |
| ---------------- | ----------------- |
| Airbus A320-200  | 2                 |
| BAe 146—200      | 1                 |
| Boeing 737—200   | 1                 |
| Boeing 767-200ER | 2                 |
| Xi’an MA60       | 1                 |
| Всего            | 6                 |